# Zacarías Bonnat
Zacarías Bonnat (født 27. februar 1996) er en dominikansk vægtløfter.
Han repræsenterede Den Dominikanske Republik ved sommer-OL 2020 i Tokyo, hvor han tog sølv i 81 kg.